# Asterocheres siphonatus
Asterocheres siphonatus är en kräftdjursart som beskrevs av Giesbrecht 1899. Asterocheres siphonatus ingår i släktet Asterocheres, och familjen Asterocheridae. Arten är reproducerande i Sverige.